# Qader (misil)
El Qader (persa: قادر) es un misil de crucero antibuque de medio alcance desarrollado por Irán.

## Desarrollo
El misil llamado "Qader" (Capaz) es una versión mejorada del Noor (una copia del misil chino C-802). El misil, que fue presentado en agosto de 2011, tiene un alcance de 300 km y fue descrito por funcionarios iraníes como "el misil más poderoso y preciso de la Armada de la República Islámica de Irán".
El 10 de febrero de 2013, el jefe de la Organización de Industrias de Aviación de Irán anunció que en una semana se probaría una versión lanzada desde el aire de los Qader y Nasr-1.

## Características y capacidades
- Misil de crucero antibuque con un alcance de más de 200 km
- Una ojiva de 200 kilogramos
- Misil de crucero antibuque que vuela a baja altitud y ataca al enemigo con una sección transversal de radar baja.
- Sistema de piloto automático digital
- Sistema de navegación de alta precisión
- La posibilidad de planificar el lanzamiento de misiles.
- Radar avanzado y capacidad para hacer frente a la guerra electrónica.
- Misil de preparación y reacción rápida para atacar objetivos costeros además del barco objetivo.
- La capacidad de lanzar desde tierra, mar y aire.
- Sistemas de gestión: el radar activo puede volar a una altura de 3 a 5 metros[6][4]